# Wamego
Wamego – miasto w hrabstwie Pottawatomie, w stanie Kansas w Stanach Zjednoczonych.

## Historia
W dniu 7 listopada 2000, Drug Enforcement Administration odkryli jedno z największych w kraju laboratorium LSD wewnątrz silosu rakiet wojskowych w Wamego.

## Geografia
Wamego jest położone na współrzędnych geograficznych 39°12'15"N, 96°18'30".
Według United States Census Bureau, miasto ma łączną powierzchnię 4,3 km², z czego 4,2 km² to grunty, a 0,1 km² czyli 2,40% powierzchni stanowi woda.
Wamego znajduje się około 26 km na wschód od Manhattanu, siedziby Kansas State University, oraz około 75 km na północny zachód od Topeka, stolicy stanu. Wzdłuż południowego skraju miasta płynie rzeka Kansas.